# Тоннер (футбольный клуб)
«Тонне́р» (фр. Tonnerre) — камерунский футбольный клуб из столицы страны города Яунде. Выступает во 2-й зоне Второго дивизиона Камеруна. Основан в 1934 году. Домашние матчи проводит на стадионе «Ахмаду Ахиджо», вмещающем 40 тысяч зрителей. За свою историю клуб 5 раз выигрывал чемпионат Камеруна, 5 раз становился обладателем Кубка Камеруна и стал первым в истории победителем Кубка обладателей Кубков КАФ.

## История
Первый серьёзный успех пришёл к «Тоннеру» в 1958 году, когда он впервые стал обладателем Кубка Камеруна, через 5 лет почти повторил успех, дойдя до финала, в котором, однако, потерпел поражение от клуба «Орикс Дуала». Только через 11 лет, в 1974 году, «Тоннер» смог во второй раз добиться победы в Кубке, благодаря которой попал в состав участников только что созданного Кубка обладателей Кубков КАФ, войдя в итоге в историю в качестве его первого обладателя в 1975 году. На следующий год «Тоннеру» почти удалось отстоять титул, однако, в финале он уступил по сумме 2-х матчей нигерийскому клубу «Шутинг Старз».
По-настоящему золотым для «Тоннера» стал период 1980-х годов, поскольку в это десятилетие клуб не только впервые стал чемпионом страны в 1981 году, но и смог повторить этот успех ещё 4 раза. Помимо этого, в этот период «Тоннер» ещё один раз стал вице-чемпионом, дважды становился обладателем Кубка страны и стал в 1989 году полуфиналистом Африканского Кубка чемпионов.
1990-е стали для «Тоннера» гораздо менее успешными, и если в начале, по инерции с прошлого десятилетия, клуб ещё добивался каких-то успехов, снова став обладателем Кубка и дважды дойдя до финала, то затем резко ушёл в тень, лишь в 1998 году сумев занять высокое 3-е место в чемпионате страны.
Начало XXI века для «Тоннера» было оптимистичным, в 2001 году он стал серебряным призёром чемпионата, что позволило ему в 2002 году участвовать и дойти до финала Кубка КАФ, в котором, однако, камерунцы уступили по сумме 2-х матчей алжирскому клубу «Кабилия». Но развития эти успехи не получили, вместо этого пошёл постепенный регресс, приведший к тому, что в 2005 году «Тоннер» занял по итогам сезона 15-е место и вылетел в низшую лигу, и, несмотря на то, что ему удалось возвратиться в высший эшелон камерунского футбола за один сезон, и по итогам чемпионата 2007 года закрепиться в середине таблицы, заняв 9-е место, тем не менее, падение продолжилось, и уже в следующем, 2008 году, «Тоннер» занял только предпоследнее 15-е место и снова покинул сильнейшую лигу Камеруна.

## Достижения

### Внутренние
Чемпион Камеруна: (5)
- 1981, 1983, 1984, 1987, 1988

Вице-чемпион Камеруна: (2)
- 1989, 2001

Бронзовый призёр чемпионата Камеруна: (1)
- 1998

Обладатель Кубка Камеруна: (5)
- 1958, 1974, 1987, 1989, 1991

Финалист Кубка Камеруна: (3)
- 1963, 1990, 1994

### Международные
Обладатель Кубка обладателей Кубков КАФ: (1)
- 1975

Финалист Кубка обладателей Кубков КАФ: (1)
- 1976

Финалист Кубка КАФ: (1)
- 2002

Полуфиналист Африканского Кубка чемпионов:
- 1989

## Участие в соревнованияхКАФ
Африканский Кубок чемпионов: (5):
- 1982 — 1-й раунд
- 1984 — 2-й раунд
- 1985 — 1-й раунд
- 1988 — 2-й раунд
- 1989 — Полуфиналист

Кубок КАФ: (1)
- 2002 — Финалист

Кубок обладателей Кубков КАФ: (4)
- 1975 — Победитель
- 1976 — Финалист
- 1990 — 1-й раунд
- 1992 — 1-й раунд